# Mount Stromlo
Der Mount Stromlo ist ein 770 Meter hoher Hügel im Australian Capital Territory in Australien. Er liegt westlich des Stadtzentrums von Canberra, am Rande des Stadtbezirks Weston Creek und ist bekannt als Standort des renommierten Mount-Stromlo-Observatoriums. In der Nähe befindet sich der Cotter River, der von drei Dämmen gestaut wird und die Haupttrinkwasserversorgung der Stadt darstellt.

## Beschreibung
Das Gestein des Mount Stromlo besteht aus Ignimbrit der Laidlaw-Vulkangruppe. Dieser eruptierte im oberen Silur vor rund 420 Millionen Jahren über dem Rhyodazit der älteren Deakin-Vulkangruppe und ist an der Oberfläche an den unteren Hängen der Ost- und Südostseite sichtbar. Die nördlichen unteren Hänge sind mit einem Kalkschiefer bedeckt, der in der Laidlaw-Vulkangruppe enthalten ist, da er zur gleichen Zeit abgelagert wurde. An der Nordwestseite wird er durch die Winslade-Verwerfung abgeschnitten, die nordostwärts zu den Stadtteilen Cook und Kaleen führt. Eine abzweigende Verwerfung führt von der Winslade-Verwerfung nach Osten bis unter den Scrivener-Damm. Auf der Nordwest- und Nordseite dieser Verwerfungen befinden sich mittelsilurische Rhyodazit-Vulkanablagerungen aus der Walker-Vulkangruppe. Verglichen mit der Südseite wurde die Nordseite angehoben.
Die Schartenhöhe beträgt knapp 200 Meter. Der Stoney Creek und seine Nebenflüsse entwässern die Nordseite des Berges, die Ostseite wird zum Molonglo River hin entwässert. Die Südseite speist den Blugar Creek, der in den Murrumbidgee River mündet. Der Gipfel ist in Nord-Süd-Richtung langgestreckt, wobei ein Ausläufer nach Südwesten verläuft, wo sich ein Wasserreservoir befindet. Der Name Stromlo entstammt den Versen von Ossian.

## Observatorium
Das von der Research School of Astronomy and Astrophysics der Australian National University betriebene Mount-Stromlo-Observatorium steht seit 1913 auf dem Gipfel. Der Wald auf dem Mount Stromlo brannte bei den verheerenden Buschfeuern im Januar 2003 vollständig nieder. Das Feuer zerstörte auch das Observatorium und das Wasserreservoir. In zwölfjähriger Arbeit konnten die Gebäude wiederhergestellt werden und sind seit Januar 2015 wieder für die Öffentlichkeit zugänglich.

## Sport
Der Mount Stromlo gilt als Zentrum des australischen Mountainbike-Sports. Rund um den Berg führen Trails mit einer Länge von 50 Kilometern, die von Freiwilligen unterhalten werden. Nachdem der Verein Canberra Off-Road Cyclists die bei den Buschfeuern zerstörten Trails wieder instand gesetzt hatte, präsentierte er im Juni 2006 zusammen mit dem australischen Radsportverband die Kandidatur für die Durchführung der Mountainbike-Weltmeisterschaften 2008. Die UCI vergab diese jedoch an das Val di Sole in Italien. Schließlich fanden am Mount Stromlo die Mountainbike-Weltmeisterschaften 2009 statt.